# 30 Something
"30 Something" é o terceiro single do álbum de Jay-Z, Kingdom Come. Foi produzido pelo Dr. Dre.